# Acanthocercus
Acanthocercus is een geslacht van hagedissen uit de familie agamen (Agamidae).

## Naam en indeling
De groep werd voor het eerst wetenschappelijk beschreven door Leopold Fitzinger in 1843. Er zijn dertien soorten, inclusief de pas in 2012 beschreven soort Acanthocercus branchi. Veel soorten behoorden eerder tot andere geslachten, zoals Agama, Stellio en Laudakia.
De wetenschappelijke geslachtsnaam Acanthocercus betekent vrij vertaald 'doornstaart'; Acantho- = doorn en cercus = staart.

## Verspreiding en habitat
Alle soorten komen voor in Afrika en het Midden-Oosten en leven in de landen Angola, Botswana, Congo-Kinshasa, Djibouti, Eritrea, Ethiopië, Jemen, Kenia, Malawi, Mozambique, Namibië, Oeganda, Oman, Saoedi-Arabië, Somalië, Swaziland, Tanzania, Zambia, Zimbabwe en Zuid-Afrika. De blauwkeelagame heeft het grootste verspreidingsgebied en is ook de bekendste soort van het geslacht; deze hagedis komt zuidelijk voor tot in Zuid-Afrika en westelijk tot Angola en Namibië.
De habitat bestaat uit rotsige omgevingen, maar ook in savannen en in bossen komen verschillende soorten voor. Van de blauwkeelagame (Acanthocercus atricollis) is bekend dat de dieren familiegroepen vormen rond grote bomen.

## Beschermingsstatus
Door de internationale natuurbeschermingsorganisatie IUCN is aan vijf soorten een beschermingsstatus toegewezen. Al deze soorten worden beschouwd als 'veilig' (Least Concern of LC).

## Soorten
Het geslacht omvat de volgende soorten, met de auteur en het verspreidingsgebied.
| Naam                                      | Auteur                          | Verspreidingsgebied                                            |
| ----------------------------------------- | ------------------------------- | -------------------------------------------------------------- |
| Acanthocercus adramitanus                 | Anderson, 1896                  | Oman, Jemen, Saoedi-Arabië                                     |
| Acanthocercus annectans                   | Blanford, 1870                  | Ethiopië, Kenia, Somalië, Djibouti                             |
| Blauwkeelagame (Acanthocercus atricollis) | Smith, 1849                     | Zuid-Afrika, Swaziland, Botswana, Zimbabwe, Malawi, Mozambique |
| Acanthocercus branchi                     | Wagner, Greenbaum & Bauer, 2012 | Zambia                                                         |
| Acanthocercus ceriacoi                    | Marques et al., 2022            | Angola                                                         |
| Acanthocercus cyanocephalus               | Falk, 1925                      | Angola, Namibië, Zambia, Congo-Kinshasa                        |
| Acanthocercus cyanogaster                 | Rüppell, 1835                   | Ethiopië, Eritrea, Somalië                                     |
| Acanthocercus gregorii                    | Albert Günther, 1894            | Kenia                                                          |
| Acanthocercus guentherpetersi             | Largen & Spawls, 2006           | Ethiopië                                                       |
| Acanthocercus kiwuensis                   | Klausewitz, 1957                | Congo-Kinshasa                                                 |
| Acanthocercus margaritae                  | Wagner et al., 2021             | Angola, Namibië                                                |
| Acanthocercus minutus                     | Klausewitz, 1957                | Ethiopië, Kenia                                                |
| Acanthocercus phillipsii                  | Boulenger, 1895                 | Eritrea, Ethiopië, Somalië                                     |
| Acanthocercus ugandaensis                 | Klausewitz, 1957                | Oeganda, Tanzania                                              |
| Acanthocercus yemensis                    | Klausewitz, 1954                | Jemen, Saoedi-Arabië                                           |

Acanthocercus ·
Acanthosaura ·
Agama ·
Amphibolurus ·
Aphaniotis ·
Bronchocela ·
Bufoniceps ·
Calotes ·
Ceratophora ·
Chelosania ·
Chlamydosaurus ·
Complicitus ·
Cophotis ·
Coryphophylax ·
Cristidorsa ·
Cryptagama ·
Ctenophorus ·
Dendragama ·
Diploderma ·
Diporiphora ·
Draco ·
Gonocephalus ·
Gowidon ·
Harpesaurus ·
Hydrosaurus ·
Hypsicalotes ·
Hypsilurus ·
Intellagama ·
Japalura ·
Laudakia ·
Leiolepis ·
Lophocalotes ·
Lophognathus ·
Lophosaurus ·
Lyriocephalus ·
Malayodracon ·
Mantheyus ·
Microauris ·
Moloch ·
Monilesaurus ·
Oriocalotes ·
Otocryptis ·
Paralaudakia ·
Phoxophrys ·
Phrynocephalus ·
Physignathus ·
Pogona ·
Psammophilus ·
Pseudocalotes ·
Pseudocophotis ·
Pseudotrapelus ·
Ptyctolaemus ·
Rankinia ·
Saara ·
Salea ·
Sarada ·
Sitana ·
Stellagama ·
Thaumatorhynchus ·
Trapelus ·
Tropicagama ·
Tympanocryptis ·
Uromastyx ·
Xenagama